# 稲葉義男
稲葉 義男（いなば よしお、1920年7月15日 - 1998年4月20日）は、日本の俳優。本名：稲葉 吉久。
千葉県成田市宗吾出身。日本大学専門部芸術科（現・芸術学部）卒業。劇団俳優座に所属していた。

## 来歴

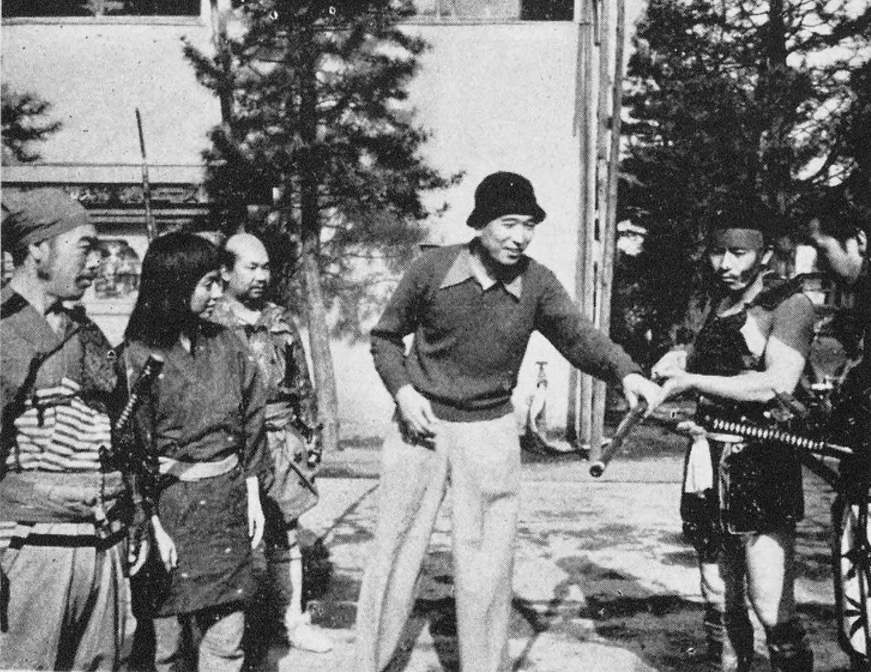
『七人の侍』（1954年）のリハーサル。左から、志村喬、津島恵子、稲葉義男、黒澤明、三船敏郎、千秋実。

芸術小劇場在籍中に応召。1950年俳優座に入り、『三文オペラ』『桜の園』などの舞台に立った。映画では『七人の侍』で副将格として勘兵衛を補佐する五郎兵衛役を演じた他、多くの作品に出演し名脇役として活躍した。また、『ダイヤル110番』や『ザ・ガードマン』での刑事役や警備員役などテレビドラマにも多く出演した。時代劇では善人役での出演が多いが、悪役として出演することもあった。
1998年4月20日、心筋梗塞のため東京都杉並区の病院で死去。77歳没。

## 出演作品

### 映画
- 悲劇の将軍 山下泰文（1953年、東映）

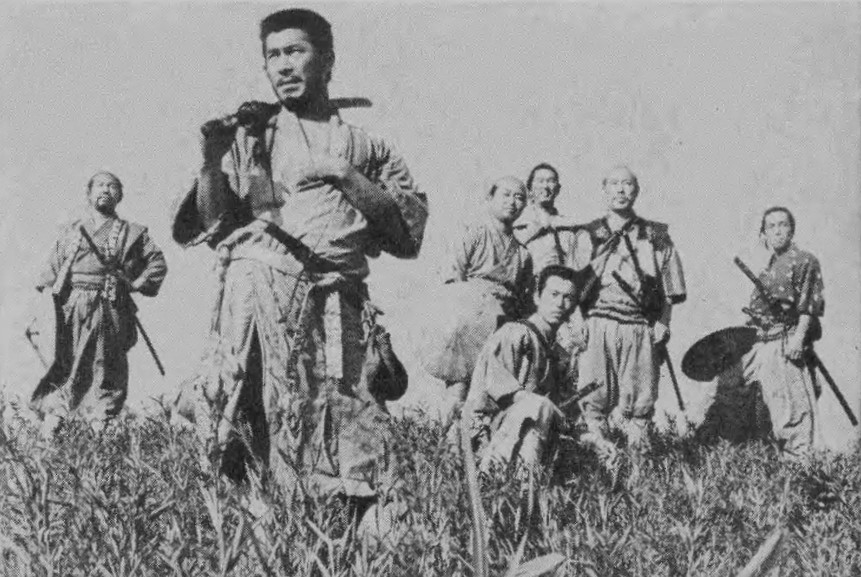
『七人の侍』（1954年）

- 七人の侍（1954年、東宝）- 片山五郎兵衛
- 愛と死の谷間（1954年、日活）
- ほらふき丹次（1954年、新東宝）
- 警察日記（1955年、日活） - 丸尾通産大臣
- 続宮本武蔵 一乗寺の決闘（1955年、東宝） - 植田良平
- 囚人船（1956年、東宝）
- 三つ首塔（1956年、東映）
- 蜘蛛巣城（1957年、東宝） - 武将
- 純愛物語（1957年、東映） - 医師
- 怒りの孤島（1958年、松竹）
- 無法松の一生（1958年、東宝） - 巡査
- 野火（1959年、大映） - 班長
- 荷車の歌（1959年、全国農村映画協会） - 藤太郎
- 或る剣豪の生涯（1959年、東宝）
- 第五福竜丸（1959年、大映） - 見島民夫漁労長
- 六人姉妹（1959年、東映）
- 忠直卿行状記 (1960年)
- 多羅尾伴内 七つの顔の男だぜ（1960年、東映）
- 沓掛時次郎（1961年、大映）
- 銭形平次捕物控 美人鮫（1961年、大映）
- 太陽は狂ってる（1961年、日活）
- 松川事件（1961年、松川事件劇映画製作委員会） - 原刑事
- 男と男の生きる街（1962年、日活）
- 切腹（1962年、松竹） - 千々岩陣内
- 続六人姉妹（1962年、東映）
- 斬る（1962年、大映） - 池辺義一郎
- 妖僧 (1963年)
- 影を斬る（1963年、大映）
- 白と黒（1963年、東宝） - 法医学教授
- 暴力団（1963年、東映）
- 眠狂四郎女妖剣（1964年、大映） - 徳右衛門
- 大殺陣（1964年、東映）
- 忍びの者 続・霧隠才蔵（1964年、大映）
- 太平洋奇跡の作戦 キスカ（1965年、東宝） - 玉井中佐[3]
- けものみち（1965年、東宝） - 前田捜査一係長
- 女の中にいる他人（1966年、東宝） - 友田警部
- 陸軍中野学校 竜三号指令（1967年、大映）
- 東宝8.15シリーズ（東宝）
  - 連合艦隊司令長官 山本五十六（1968年） - 宇垣参謀長[3]
  - 日本海大海戦（1969年） - 島村参謀長[3]
- 明日また生きる（1970年、松竹）
- 影の車（1970年、松竹） - 医師
- 野良猫ロック 暴走集団'71（1971年、日活）
- 沈黙 SILENCE（1971年、表現社）- 仮牢役人
- 父ちゃんのポーが聞える（1971年、東宝） - 北川
- 忍ぶ川（1972年、俳優座） - 課長
- 人間革命（1973年、東宝）
- 華麗なる一族（1974年、東宝） - 阪神特殊鋼一之瀬工場長
- 砂の器（1974年、松竹） - 黒崎係長
- 恋は緑の風の中（1974年、東宝） - 教頭先生
- 告訴せず（1975年、東宝） - 署長
- 昭和枯れすすき（1975年、松竹） - 柴崎課長
- 動脈列島（1975年、東宝） - 動労委員長
- 化石（1975年、東宝） - パリ駐在所社員
- 続・人間革命（1976年、東宝）
- 獄門島（1977年、東宝） - 荒木村長
- 八つ墓村（1977年、松竹） - 落武者
- 愛の嵐の中で（1978年、東宝） - 刑事
- 日本の首領 完結篇（1978年、東映）
- ブルークリスマス（1978年、東宝） - 司令官
- 水戸黄門（1978年、東映） - 喜兵衛
- 配達されない三通の手紙（1979年、松竹）
- 英霊たちの応援歌 最後の早慶戦（1979年、東宝）
- 戒厳令の夜（1980年、東宝） - 総理大臣
- 二百三高地（1980年、東映） - 伊地知幸介
- わるいやつら（1980年、松竹） - 刑事
- 地震列島（1980年、東宝） - 国土庁長官[3]
- 日本の熱い日々 謀殺・下山事件（1981年、松竹） - 堀井捜査一課長
- 海峡（1982年、東宝）[注釈 2]
- マタギ（1982年、青銅プロ）
- 遠野物語（1982年、日本ヘラルド映画）
- 小説吉田学校（1983年、東宝） - 益谷秀次
- 刑事物語2 りんごの詩（1983年、東宝）
- 生徒諸君!（1984年、日本ヘラルド映画） - 祖父
- 北の螢（1984年、東映・俳優座） - 別所謙
- 国東物語（1985年、エキプ・ド・シネマ）
- 密約 外務省機密漏洩事件（1988年、オフィス・ヘンミ）
- 走れジュリー（1989年、ヒューマックス）

など

### テレビドラマ
- 松本清張シリーズ・黒の組曲 第15話「詩人と電話」（1962年、NHK） - 小林
- 大河ドラマ（NHK）
  - 太閤記（1965年） - 加藤弾正
  - 峠の群像（1982年） - 稲吉
- ザ・ガードマン（1965年 - 1971年、TBS / 大映テレビ室） - 吉田隊員
- 三匹の侍（1963年、CX）
- 新三匹の侍（1970年、CX）
- 大忠臣蔵（1971年、NET / 三船プロ） - 梶川与惣兵衛
- シークレット部隊（1972年、TBS / 大映テレビ） - 藤井部長刑事
- 二人の素浪人 第2話「死を賭けた姉弟」（1972年、CX / 東映） - 大沢九郎兵衛
- 地獄の辰捕物控（1972年 - 1973年、NET / 東映） - 同心・磯貝源之進
- 水戸黄門（TBS / C.A.L）
  - 第3部 第16話「あほんだら兄ちゃん -河内-」（1972年3月13日） - 宗兵衛
  - 第4部 （1973年）
    - 第2話「天狗馬鹿 -忍-」 - 坂上忠之　
    - 第5話「黒いひげの黄門さま -長岡-」 - 山城屋佐吉
    - 第10話「あの紅が憎い -天童-」 - 万造

  - 第5部 第22話「八兵衛女難 -福岡-」（1974年9月2日） - 松若屋字右衛門
  - 第6部
    - 第13話「忍びの女 ‐鳥取‐」（1975年6月23日） - 佐平
    - 第18話「紙を喰う虫 -高知-」（1975年7月28日） - 庄屋三左衛門

  - 第7部
    - 第19話「最上紅花恋の唄 -米沢-」（1976年9月27日） - 新田屋清右衛門
    - 第27話「真実に命をかけて -松本-」（1976年11月22日） - 武石碌左衛門
    - 第34話「日光街道日本晴れ -宇都宮・水戸-」（1977年1月10日） - 島三左衛門

  - 第8部
    - 第5話「秘密を握られた男 -清水-」（1977年8月15日） - 富士屋
    - 第25話「初春博多囃子 -博多-」（1978年1月2日） - 真木主水

  - 第9部 第25話「黄門さまの天狗退治 -館林-」（1979年1月22日） - 喜兵衛
  - 第10部
    - 第9話「三人の無法者 -新城-」（1979年10月8日） - 六左衛門
    - 第25話「白いお髯の千里眼 -八王子-」（1980年2月4日） - 喜助

  - 第12部 第20話「悲願叶えた糸車 -峰山-」（1982年1月11日） - 柏屋吉兵衛
  - 第13部（1982年）
    - 第4話「欲望渦巻く金山地獄 -三島-」 - 弥左衛門
    - 第11話「悪を縛った伊賀の組紐 -伊賀上野-」 - 大庄屋庄左衛門

  - 第14部
    - 第2話「悪を斬る! 白狐の剣 -郡山-」（1983年11月7日） - 喜左衛門
    - 第19話「悪を懲らした喧嘩友達 -会津-」（1984年3月5日） - 嘉兵衛

  - 第15部（1985年）
    - 第10話「嫁が支えた唐津焼 -唐津-」  - 源造
    - 第21話「意地で守った名人芸 -鳥取-」 - 阿波屋
- 遠山の金さん捕物帳（NET / 東映）
  - 第120話「惚れて憎んで又惚れた女」（1972年10月22日） - 高山宗庵
  - 第159話「かわいそうな女」（1973年7月22日）
- 大岡越前 （TBS / C.A.L）
  - 第3部 第27話「死の匂いのする花」（1972年12月18日） - 甚衛門
  - 第5部 第21話「犬に咬まれたドジな奴」（1978年6月26日） - 久兵衛
  - 第6部 第8話「過去に泣いた母ふたり」（1982年4月26日） - 上総屋甲兵衛
- 木枯し紋次郎 第17話「無縁仏に明日を見た」（1972年、CX / C.A.L） - 猿久保の八十吉
- 素浪人 天下太平 第1話「さくらの花の咲く頃に」（1973年、NET / 東映） - 西国屋
- 荒野の用心棒 第30話「死神の刃は闇を裂いて…」（1973年、NET / 三船プロ） - 紅蝙蝠の十蔵
- 江戸を斬る 梓右近隠密帳 第3話「天下の一大事」（1973年、TBS / C.A.L） - 兵頭内記
- 剣客商売 第15話「信濃の老虎」（1973年、CX / 東宝 / 俳優座）- 森川平九郎善武
- 大江戸捜査網（12ch→TX / 三船プロ）
  - 第111話「能面の陰で泣く女」（1973年） - 近江屋甚五郎（むささびの徳蔵）
  - 第123話「人斬り稼業に明日はない」（1974年） - 東海屋儀兵衛
  - 第155話「逆転 隠密同心!」（1974年） - 小栗備中守
  - 第242話「大暴れ娘かわら版」（1976年） - 千石屋
  - 第279話「必殺剣! 辻斬りの恐怖」（1977年） - 榊兵馬
  - 第307話「初見参お銀 仇討ち始末」（1977年） - 渡海屋(権次)
  - 第357話「危機一髪凶悪の罠」（1978年） - 金森典膳
  - 第377話「罪なき必死の逃亡者」（1979年） - 出雲屋市兵衛
  - 第398話「島破り執念の逃亡者」（1979年） - 大野木玄蕃
  - 第416話「宿命に泣く父娘の再会」（1979年） - 文右衛門
  - 第432話「めおと十手一番手柄」（1980年） - 正蔵
  - 第454話「無情 巾着切りの涙」（1980年） - 備州屋
  - 第481話「連判状が招く姿なき殺人者」（1981年） - 巴屋
  - 第570話「女の肌は二度燃える」（1982年） - 源造
- 非情のライセンス（NET / 東映）
  - 第1シリーズ 第34話「兇悪の遊戯」（1973年） - 黒田公平
  - 第2シリーズ 第48話「兇悪なすずらんの女」（1975年） - 北川英三郎
- 科学捜査官 (1973年 - 1974年、KTV / 松竹)　- 古川部長刑事
- 必殺シリーズ（ABC / 松竹）
  - 助け人走る 第33話「忠誠大心外」（1974年） - 藍屋徳兵衛
  - 必殺必中仕事屋稼業 第22話「脅して勝負」（1975年） - 美濃屋伝右衛門
  - 必殺仕置屋稼業 第22話「一筆啓上狂言が見えた」（1975年） - 三原屋総右衛門
  - 新・必殺仕置人 第20話「善意無用」（1977年） - 木曽屋善兵ヱ
  - 江戸プロフェッショナル・必殺商売人 第22話「殺した奴をまた殺す」（1978年） - 蔵間
  - 翔べ! 必殺うらごろし 第20話「水探しの占い棒が死体を見つけた」（1979年） - 仁右衛門
  - 新・必殺仕事人 第19話「主水 夜長にガッカリする」（1981年） - 仲蔵
- 事件狩り 第7話「魔がさした若い二人」（1974年、TBS / 大映テレビ）
- 破れ傘刀舟悪人狩り（NET / 三船プロ）
  - 第14話「暗黒街のメス」（1974年） - 仁兵衛
  - 第47話「噂の大地震」（1975年） - 巴屋伍兵衛
- 傷だらけの天使 第15話「つよがり女に涙酒を」（1975年、NTV / 東宝）
- 太陽にほえろ! （NTV / 東宝）
  - 第141話「無実の叫び」、第142話「真実はどこに?」（1975年） - 鹿児島県警捜査部長
  - 第181話「壁」（1976年） - 南郷宗一
  - 第288話「射殺」（1978年） - 大沢（本庁査問委員長）
  - 第312話「凶器」（1978年） - 本庁特捜部部長
  - 第393話「密偵」（1980年） - 岡島警視
  - 第415話「ドクター刑事登場!」（1980年） - 徳田警視
  - 第453話「俺を撃て! 山さん」（1981年） - 徳田警視監
  - 第469話「東京・鹿児島・大捜査線」、第470話「鹿児島・東京・大捜査線」（1981年） - 警視総監
  - 第715話「山さんからの伝言」（1986年） - 飯田隆三
- 江戸の旋風シリーズ（CX / 東宝）
  - 同心部屋御用帳 江戸の旋風（1975年） 
    - 第5話「夜桜の女」
    - 第31話「悪魔の面」

  - 同心部屋御用帳 江戸の旋風IV 第9話「生き返った大黒様」（1979年） - 碇屋
  - 同心部屋御用帳 新・江戸の旋風 第7話「つっぱりすぎた慾の皮」（1980年） - 武州屋藤兵衛
- 右門捕物帖 第41話「謎の蛇皮線」（1975年、NET / 東映） - 近江屋
- 座頭市物語 第22話「父と子の詩」（1975年、CX / 勝プロ） - 下野屋
- 剣と風と子守唄 第3話「紅い罠」（1975年、NTV / 三船プロ） - 仲沢
- 影同心 第12話「花も恥じらう殺し節」（1975年、MBS / 東映） - 水上織部
- 特別機動捜査隊 第724話「おもかげの宿」（1975年、NET / 東映） - 梅小路
- Gメン'75（TBS / 東映）
  - 第38話「スチュワーデス殺人事件」（1976年） - 三枝元警部
  - 第80話「暗闇の密室殺人」（1976年） - 愛宕署捜査課刑事（通称古さん）
  - 第91話「逃亡者」（1977年）
  - 第121話「パトロール警官と女性連続殺人の謎」（1977年） - 川崎巡査の父親
  - 第158話「警官だけを殺せ!」、第159話「刑事が銃殺される時」（1978年） - 茂木勇巡査部長
  - 第172話「大空のギャング」、第173話「大空からの脱出」（1978年） - 医師
  - 第179話「警察署長室ジャック」（1978年） - 折田順一郎（巡査部長）
  - 第200話「大空港の幽霊」（1979年） - 折原信夫の父親
  - 第247話「午前0時の漂流死体」（1980年） - 有崎富造
- 子連れ狼 第3部 第2話「お乳母日傘」（1976年、NTV / ユニオン映画） - 伊丹屋宗右衛門
- お耳役秘帳 第3話「復讐の若者」（1976年、KTV / 歌舞伎座テレビ） - 伊藤堅物
- 遠山の金さん（NET→ANB/東映）杉良太郎版 
  - 第1シリーズ 第62話「八万石の闇を撃て‼」（1976年）-真壁藩国家老 坂崎
  - 第2シリーズ 第14話「標的は桜吹雪」（1979年） - 太田主膳
- ライオン奥様劇場 / 妻の日の愛のかたみに（1976年、CX / NMC） - 北川敬造
- 赤い衝撃（1976年、TBS / 大映テレビ） - マロン製菓社長・大杉忠文
- 華麗なる刑事 第14話「雨の月曜日」（1977年、CX / 東宝）
- 人形佐七捕物帳 第26話「はぐれた二人の絆」（1977年、ANB / 東映） - 柏木道玄
- 新五捕物帳（NTV / ユニオン映画）
  - 第9話「涙を背負った赤ん坊」（1977年） - 江川屋武兵衛
  - 第40話「情けに消えた女」（1978年）
  - 第64話「禁じられた十手」（1979年）- 日照
  - 第146話「屋根裏の女」（1981年） - 庄兵衛
- 新幹線公安官 第1シリーズ 第8話「白い薔薇特急」（1977年、ANB / 東映）
- ブラザー劇場 / 刑事犬カール 第8話「オソエ! 炎のように」（1977年、TBS / 渡辺企画）
- 俺たちの祭 第16話「孤独のさけび」（1978年、NTV / ユニオン映画）
- 人間の証明（1978年、MBS / 東映） - 横渡刑事
- 新・座頭市 第2シリーズ 第8話「そこのけ、そこのけ、あんまが通る」（1978年、CX / 勝プロ）
- 大空港 第1話、第9話、第21話 他（1978年、CX / 松竹） ※初期のセミレギュラー
- 暴れん坊将軍シリーズ（ANB/東映）
  - 吉宗評判記 暴れん坊将軍
    - 第22話「天下を支える友情」（1978年） - 遠藤因幡守
    - 第47話「拳固で治す女医者」（1979年） - 大場尚山
    - 第138話「箱根子しぐれ なさけ雨」（1981年） - 稲葉佐渡守

  - 暴れん坊将軍II
    - 第13話「修羅場に咲いた隠れ妻」（1983年） - 相楽弥兵衛
    - 第91話「春に出初めの木遣り唄!」（1985年） - 松蔵
- 江戸の牙 第3話「阿片! 墓標なき男」（1979年、ANB / 三船プロ） - 丸菱屋惣右衛門
- 土曜ワイド劇場（ANB）
  - 帝銀事件 大量殺人・獄中三十二年の死刑囚（1980年、松竹） - 前岡捜査一課長
  - 松本清張の風の息（1982年、松竹）
  - 松本清張の高台の家（1985年、東映）
- 旅がらす事件帖 第1話「あれが噂の道中奉行」（1980年、KTV / 国際放映） - 本庄茂平次
- 江戸の朝焼け 第19話「裏街の用心棒」（1981年、CX / 東宝） - 近江屋
- 関ヶ原（1981年、TBS） - 浅野長政
- 影の軍団II 第1話「眼には眼を！」（1981年、KTV / 東映）- 内藤淡路守
- 闇を斬れ 第1話「桜が呼んだ死人たち」（1981年、KTV / 松竹） - 坪井辰右衛門
- ザ・ハングマンシリーズ（ABC / 松竹）
  - ザ・ハングマン 第39話「悪医者は吸血処刑」（1981年） - 高木龍三郎（元神龍会理事長）
  - ザ・ハングマンII 第4話「天下り役人に仏罰を」（1982年） - 大野木剛輔
- 特捜最前線（ANB / 東映）
  - 第333話「一円玉の詩!」（1983年） - 松本
  - 第405話「浅草の老警官・7分間の嘘!」（1985年） - 刈谷正一
- 月曜ワイド劇場 / ザ・スキャンダル 女子大生と老教授 謎の四日間（1983年、ANB）
- 大奥 （1983年、KTV / 東映）
  - 第6話「一に引き、二に運、三に器量」 - 作左衛門
  - 第7話「種馬とれんげ草」 - 作左衛門
  - 第37話「さらば! 田園交響楽」 - 有島氏友
- 時代劇スペシャル / お庭番秘聞 暗殺者（1983年、CX / 俳優座映画放送 / 映像京都）
- 遠山の金さん 第64話「怨霊屋敷・女のしのび泣き!」（1983年、ANB / 東映） - 四郎兵衛※高橋英樹版
- 火曜サスペンス劇場 / 霖雨の時計台（1983年、NTV / 大映映像）
- 流れ星佐吉 第21話「娘に睨まれさあ大変!」（1984年、KTV / 松竹）
- 暴れ九庵 第3話「女の指・その愛」（1984年、KTV / 東宝） - 美濃屋治兵衛

など

### ラジオドラマ
- 闖入者（1955年、朝日放送） - タロ